# توماس بلیت (بازیکن فوتبال)
توماس بلیت (انگلیسی: Thomas Blyth؛ ۱۶ اکتبر ۱۸۷۶ – ۱۶ دسامبر ۱۹۴۹) بازیکن فوتبال بود.
از باشگاه‌هایی که در آن بازی کرده‌است می‌توان به باشگاه فوتبال نیوکاسل یونایتد اشاره کرد.